# Koen Metsemakers
Koen Metsemakers (30 aprile 1992) è un canottiere olandese, campione olimpico nel 4 di coppia ai Giochi di Tokyo 2020 e di Parigi 2024.
È stato vincitore della medaglia d'oro nel quattro di coppia ai Campionati del mondo di canottaggio 2019.

## Palmarès
- Giochi olimpici

Tokyo 2020: oro nel 4 di coppia.
Parigi 2024: oro nel 4 di coppia.
- Mondiali

Linz-Ottensheim 2019: oro nel 4 di coppia.
- Europei

Lucerna 2019: oro nel 4 di coppia.
Poznań 2020: oro nel 4 di coppia.
Varese 2021: argento nel 4 di coppia